# Lochkovský profil
Lochkovský profil je národní přírodní památka v katastru Lochkova a Radotína. Oblast byla poprvé vyhlášena 31. srpna 1988. Důvodem ochrany je zachování společenstev skalních stepí a biotopů vzácných a ohrožených druhů rostlin a živočichů. Na území se také nacházejí významné geologické profily.
Lokalita se rozléhá na levém svahu údolí nad Radotínským potokem a pravém svahu Lochkovského potoka. Leží v nadmořské výšce od přibližně 280 do 350 m n. m. a jeho celková rozloha je 38,1 ha.
Území je z větší části tvořeno skalními výchozy silurských a devonských hornin. Je součástí přírodního parku Radotínsko-chuchelský háj. Jedná se o evropsky významnou lokalitu, která náleží do soustavy Natura 2000.

## Historie

### Historie využití člověkem
Lokalita byla značně ovlivněna lidskou činností. Velká část území byla narušena těžbou vápenců a výstavbou komunikací. Ke znečištění napomohla výstavba Cementárny Radotín začátkem 60. let. Z hlediska odkrytosti geologických profilů však byla výstavba komunikací přínosem. Významný je například profil „U Topolů“, který vznikl výstavbou úzkokolejné dráhy. Stav profilu se ovšem z důvodu zarůstání zhoršuje.
V minulosti bylo území významné těžbou lochkovského mramoru, což je celosvětově unikátní kamenický materiál, v současnosti již těžba neprobíhá. 
Ve středověku bylo území zcela odlesněno a využíváno jako pastviny. Na svazích se usadila teplomilná společenstva skalních stepí a pastvinných trávníků, spolu s řadou teplomilných a xerofytních rostlin. 
Velká část těchto svahů byla na počátku 20. století opětovně zalesněna výsadbou nepůvodních dřevin, a to borovicí lesní (Pinus sylvestris), borovicí černou (Pinus nigra), akátem (Robinia pseudoacacia) a modřínem (Larix).

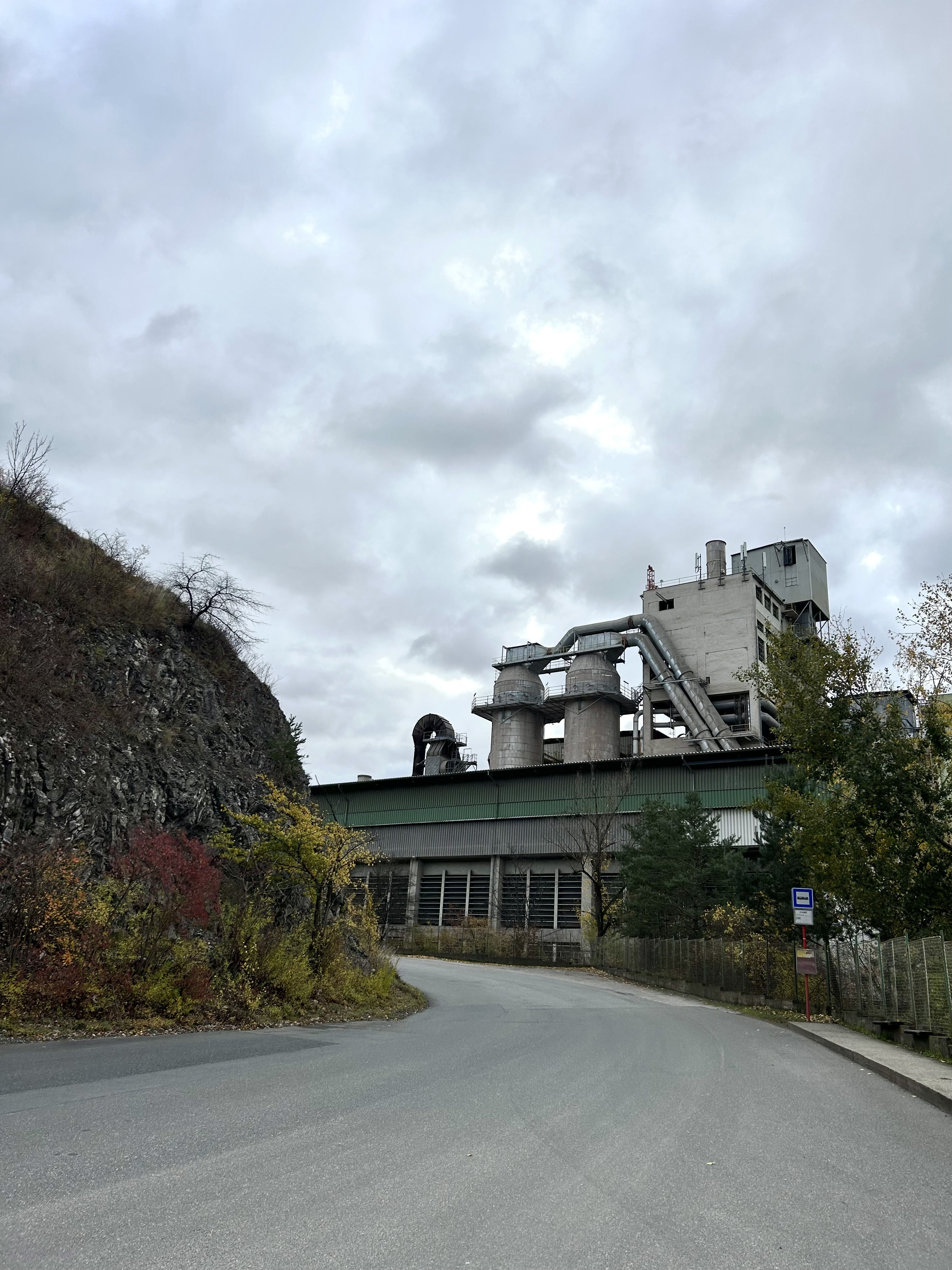
Cementárna Radotín vystavěná v 60. letech

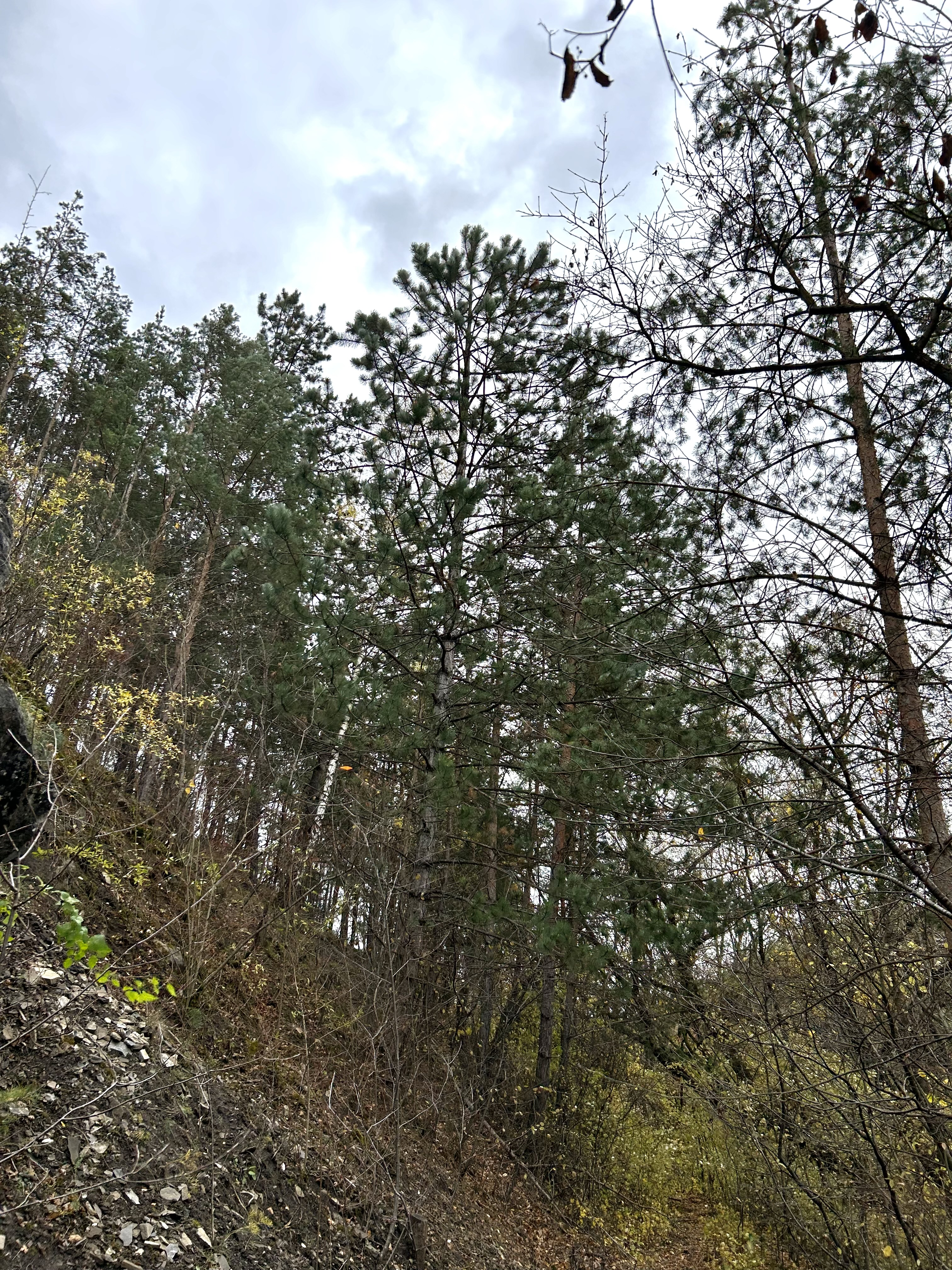
Porosty borovice na svazích

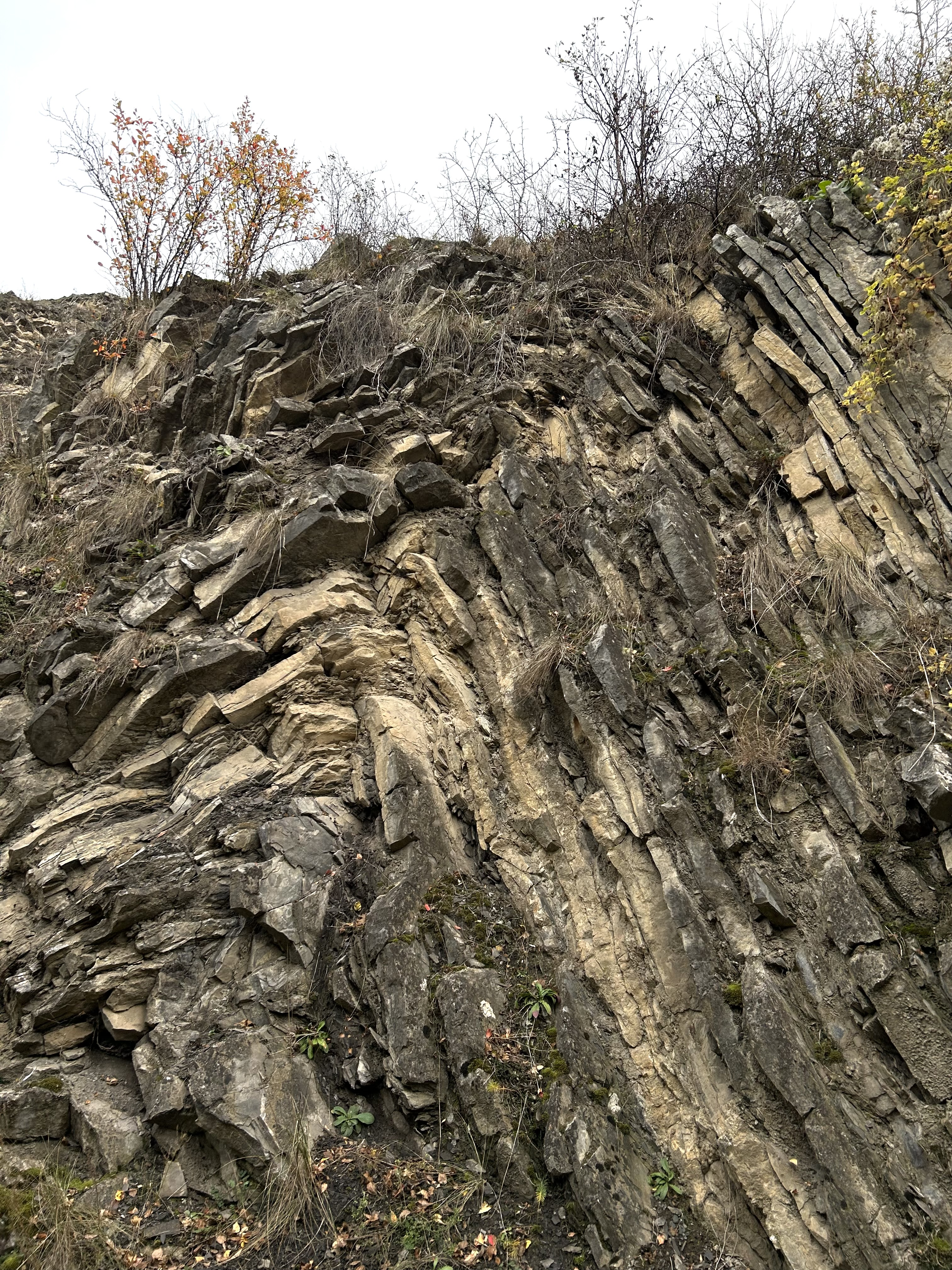
Geologický profil

### Těžba
Území je významné těžbou lochkovského mramoru, který představuje celosvětově unikátní kamenický materiál. Posledním místem těžby byl Mramorový lom, kde těžení probíhalo od 19. století až do 40. let 20. století. Černý mramor byl díky jeho kostkovité odlučnosti určený především na mozaikovitou chodníkovou dlažbu. Těžba již byla ukončena a v současnosti neprobíhá. Lze vidět značný nepoměr mezi množstvím výrobku a odpadu (60–70 % odpadu tvoří přilehlé haldy).
Zajímavostí je, že těžený mramor byl použit při výzdobě hrobky sv. Jana Nepomuckého v katedrále sv. Víta v Praze.
Na lokalitě byly také těženy hlavonožcové vápence vzniklé nahromaděním schránek prvohorních hlavonožců, tzv. orthocerů. Černé leštěné desky s bílými schránkami hlavonožců lze vidět na některých významných budovách v Praze.

## Přírodní poměry

### Geologie
Národní přírodní památka Lochkovský profil je významnou geologickou a paleontologickou lokalitou. Je součástí pražské pánve v barrandienské oblasti Českého masivu. Je zde zřetelný souvislý profil silurskými a devonskými souvrstvími, kde jsou dva významné hraniční profily ludlow-přídolí a lochkov-prag. Oba hraniční profily jsou nezbytnou součástí pro srovnávací stratigrafický, biostratigrafický a paleontologický výzkum pro silur a devon. Území tvoří vrstvy lochkovského vápence, přídolské vrstvy a kopaninské souvrství. Na území byly kdysi těženy hlavonožcové vápence a lochkovský mramor.
Lochkovský profil je světově nejvýznamnějším nalezištěm silurských hlavonožců, které lze najít v muzeích po celém světě. Lokalita je paleontologicky bohatá a již od počátku svého objevení Joachimem Barrandem je intenzivně sbírána. Známými hlavonožci jsou Corbuloceras corbulatum a Dawsonoceras omega. Kromě hlavonožců se zde vyskytují graptoliti Bohemograptus bohemicus, Monograptus chimaera a mlž Slavinka elevata. Profil je významný i pro studium tektonických jevů. Územím prochází kodský přesmyk, který odděloval, již za své aktivity v dobách siluru, jižní a střední část siluru pražské pánve a je jedním z nejvýznamnějších tektonických jevů ve středních Čechách. Profil poskytuje mj. i pohled na detailní provrásnění lochkovských vápenců. Poblíž se nachází Mramorový lom u Lochkova, jehož profil s hraničními vrstvami ludlow-přídolí obsahuje graptolitové biozóny, které zde byly definovány.

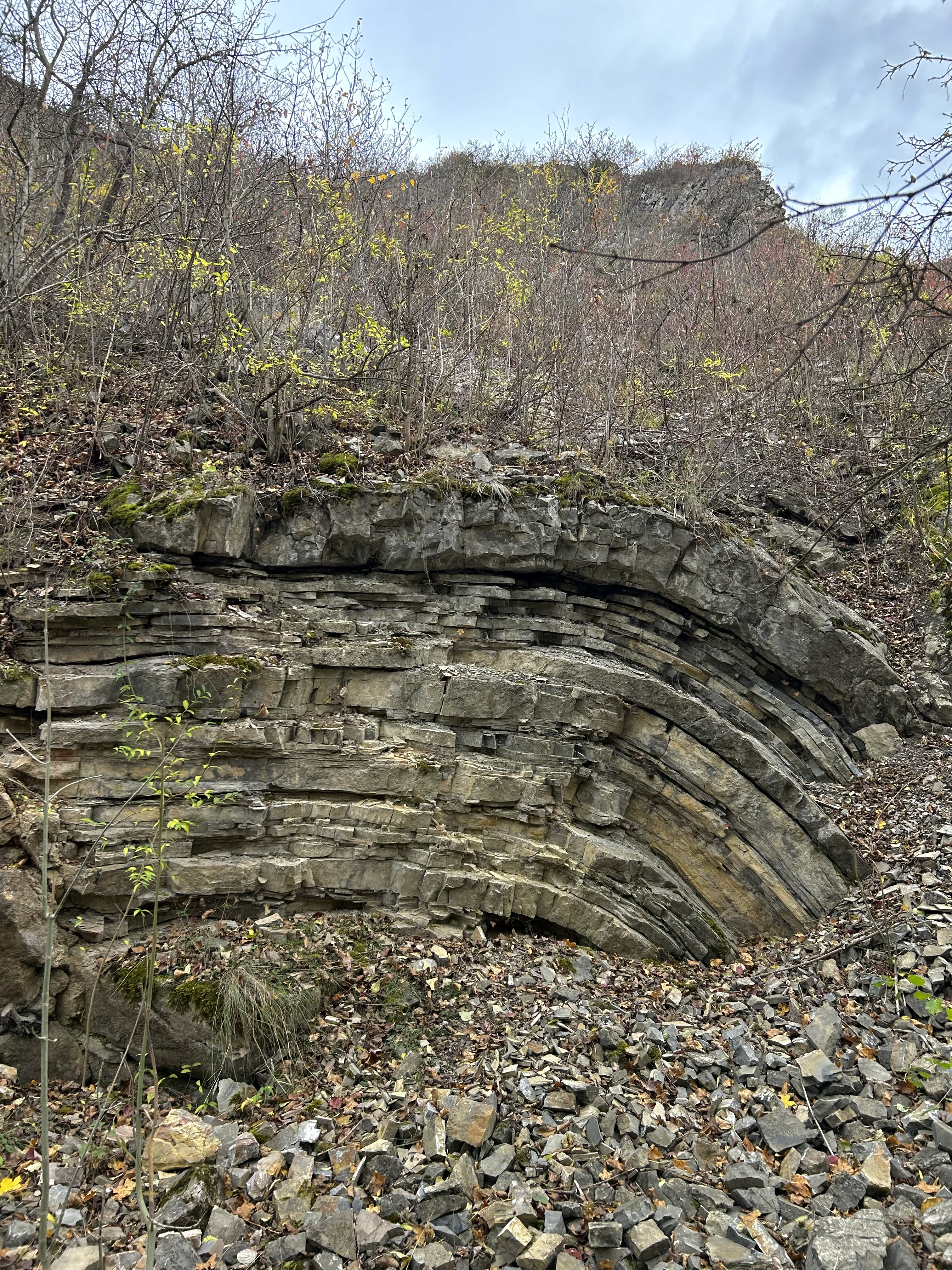
Geologický profil

### Geomorfologie
Území je součástí geomorfologického celku Pražská plošina (VA-2), konkrétně okrsku Třebotovská plošina (VA2-A-a). Hraničí s jižní částí Hořovické pahorkatiny. Reliéf svahů je erozně denudační.

### Pedologie
Podloží je karbonátové, na vápencích dominují půdy rendziny. U toku potoka nacházíme gleje. V nejvyšších částech je místy arenická kambizem. V důsledku vysazení borovice černé je půda pokryta obtížně rozložitelným opadem jehlic.

### Podnebí
Podle klasifikace dle Evžena Quitta (1971) se jedná o klimaticky teplou oblast (T2). Průměrná teplota v lednu je -2 až -3 °C, v červenci 18-19 °C. Srážkově je území mírně vlhké, roční průměr srážek se pohybuje kolem 500 mm.

### Flora
Území bylo od počátku dvacátého století vysazováno cizokrajnými dřevinami, borovicí černou původem z Balkánu a akátem ze Severní Ameriky. Důvodem vysazení byla snaha o zušlechtění neplodných půd. Východní část lokality byla osázena domácími listnáči.
V suchých trávnících převažují kavyly, ostřice nízká (Carex humilis), kostřava žlábkatá (Festuca rupicola), válečka prapořitá (Brachypodium pinnatum) či vousatka prstnatá (Bothriochloa ischaemum), která kvete od července do září. Čeleď hvězdnicovitých je zastoupena například locikou vytrvalou (Lactuca perennis), omanem srstnatým (Inula hirta) nebo hvězdnicí chlumní (Aster amellus).
Na skalních svazích dominuje pěchava vápnomilná (Sesleria caerulea). Dalšími druhy vyskytujícími se na území jsou devaterník šedý (Helianthemum canum), dřín obecný (Cornus mas), sasanka lesní (Anemone sylvestris), bělozářka větevnatá (Anthericum ramosum), ovsík vyvýšený (Arrhenatherum elatius), dřišťál obecný (Berberis vulgaris), sveřep vzpřímený (Bromus erectus), prorostlík srpovitý (Bupleurum falcatum), třtina křovištní (Calamagrostis epigejos), chrpa čekánek (Centaurea scabiosa), pcháč bezlodyžný (Cirsium acaule), žanovec měchýřník (Colutea arborescens), turanka kanadská (Conyza canadensis), svída krvavá (Cornus sanguinea), škarda dvouletá (Crepis biennis), hvozdík kartouzek(Dianthus carthusianorum), pryšec chvojka (Euphorbia cyparissias), chmel otáčivý (Humulus lupulus), hrachor černý(Lathyrus niger), smldník jelení (Peucedanum cervaria), hořčík jestřábníkovitý (Picris hieracioides), mochna jarní(Potentilla tabernaemontani), černohlávek velkokvětý (Prunella grandiflora), trnka obecná (Prunus spinosa). Vzácněji i koniklec luční český (Pulsatilla pratensis).

### Fauna
Lokalita je refugiem vzácných druhů teplomilné fauny, především zástupců brouků, ploštic, pavouků a měkkýšů. Žijí stepní plži zrnovka žebernatá (Pupilla sterri) a žitovka obilná (Granaria frumentum), otakárek fenyklový (Papilio machaon) a otakárek ovocný (Iphiclides podaliriusa), čelnatka řebříčková (Dictyophara europaea), cikáda chlumní(Cicadetta montana) a mnoho druhů pavouků, např. stepník rudý (Eresus cinnaberinus), sklípkánek pontický (Atypus muralis), cedivečka hnědá (Lathys puta), pavučenka Jarmilina (Erigonoplus jarmila) nebo plachetnatka (Lepthyphantes geniculatus). Z bezobratlých dále hranatka obecná (Phymata crassipes), zákeřnice červená (Rhinocoris iracundus), prskavec větší (Brachinus crepitans), štítovka rudopásá (Odontotarsus purpureolineatus), kněžice pelyňková (Antheminia lunulata) aj. Vyskytují se zde také některé reliktní druhy mandelinkovitých (Lachnaia sexpunctata, Cheilotoma musciformis, Coptocephala unifasciata, Coptocephala rubicunda, Cryptocephalus schaefferi, Cryptocephalus primarius, Phyllotreta procera, Aphthona atrocaeurela, Aphthona herbigrada, Longitarsus celticus, Psylliodes instabilis, Cassida pannonica) a nosatcovitých (Apion penetrans, Apion elongatulum, Sitona inops, Tychius schneideri). Významný je výskyt ruměnice hnědé (Pyrrhocoris marginatus), jedná se o jediné známé naleziště v České republice, drabčíka (Ocypus ophthalmicus) a chráněného ploskoroha pestrého (Libelloides macaronius). Hlavním předmětem ochrany je motýl přástevník kostivalový (Euplagia quadripunctaria). V roce 1964 byl na této lokalitě popsán nový druh pavouka, pavučenka nenápadná (Panamomops inconspicuus).
Jedná se o hnízdiště poštolky obecné (Falco tinnunculus), výra velkého (Bubo bubo), a také přibližně 20 druhů pěvců, např. mlynaříka dlouhoocasého (Aegithalos caudatus) a lindušky lesní (Anthus trivialis).

## Ochrana

### Předměty ochrany
Jedná se o nejrozsáhlejší stepní porosty na území hlavního města Prahy umístěné na plochém terénu. Lokalita je určená k ochraně skalních, travinných a lesních ekosystémů a teplomilných doubrav a dubohabřin. Dalším důvodem k ochraně jsou výskyty ohrožených druhů rostlin, koniklece lučního českého (Pulsatilla pratensis), devaterníku šedého (Helianthemum canun), a vzácného druhu živočicha přástevníka kostivalového (Euplagia quadripunctaria), který zde má stálou populaci. Je zde také významný opěrný geologický profil k mezinárodnímu stratotypu hranice ludlow-přídolí a hranice silur-devon. Jedná se o významné paleontologické naleziště Joachima Barranda.

### Ohrožení území v současnosti
Současně je největším důvodem ohrožení zarůstání invazní vegetací, která zde byla dříve vysazena (akát a borovice černá) a expanzními dřevinami (např. šípek, trnka aj.). Profil v Mramorovém lomu byl v roce 1987 zcela očištěn a byly odstraněny porosty, které znemožňovaly přístup. Stav profilu „U topolů“ se poměrně rychle zhoršuje a bude zapotřebí podstoupit kroky k eliminaci porostů. Území je plošně znečištěno prašným spadem z Cementárny Radotín, situace se však v posledních letech výrazně zlepšila. Geologické profily jsou v dobrém stavu, je možné jejich odkrytí. Opěrné profily by mohly být ohroženy sběratelskou činností. K narušení území došlo v jeho severovýchodní části výstavbou nové silnice. Zhoršení stavu lokality může v budoucnosti nastat dalším zalesňováním či nedostatečnou údržbou porostů.

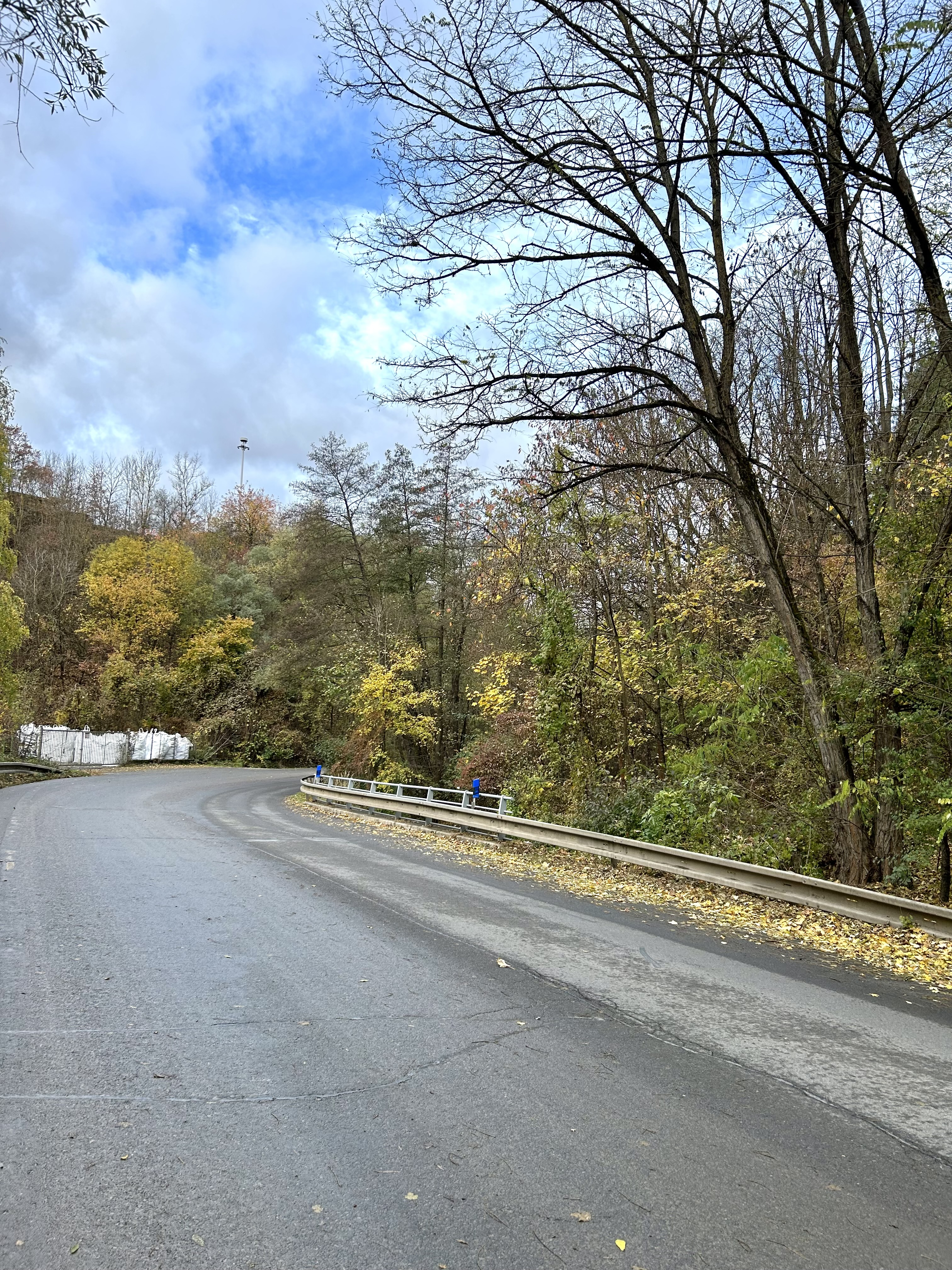
Silnice nacházející se v severovýchodní části profilu

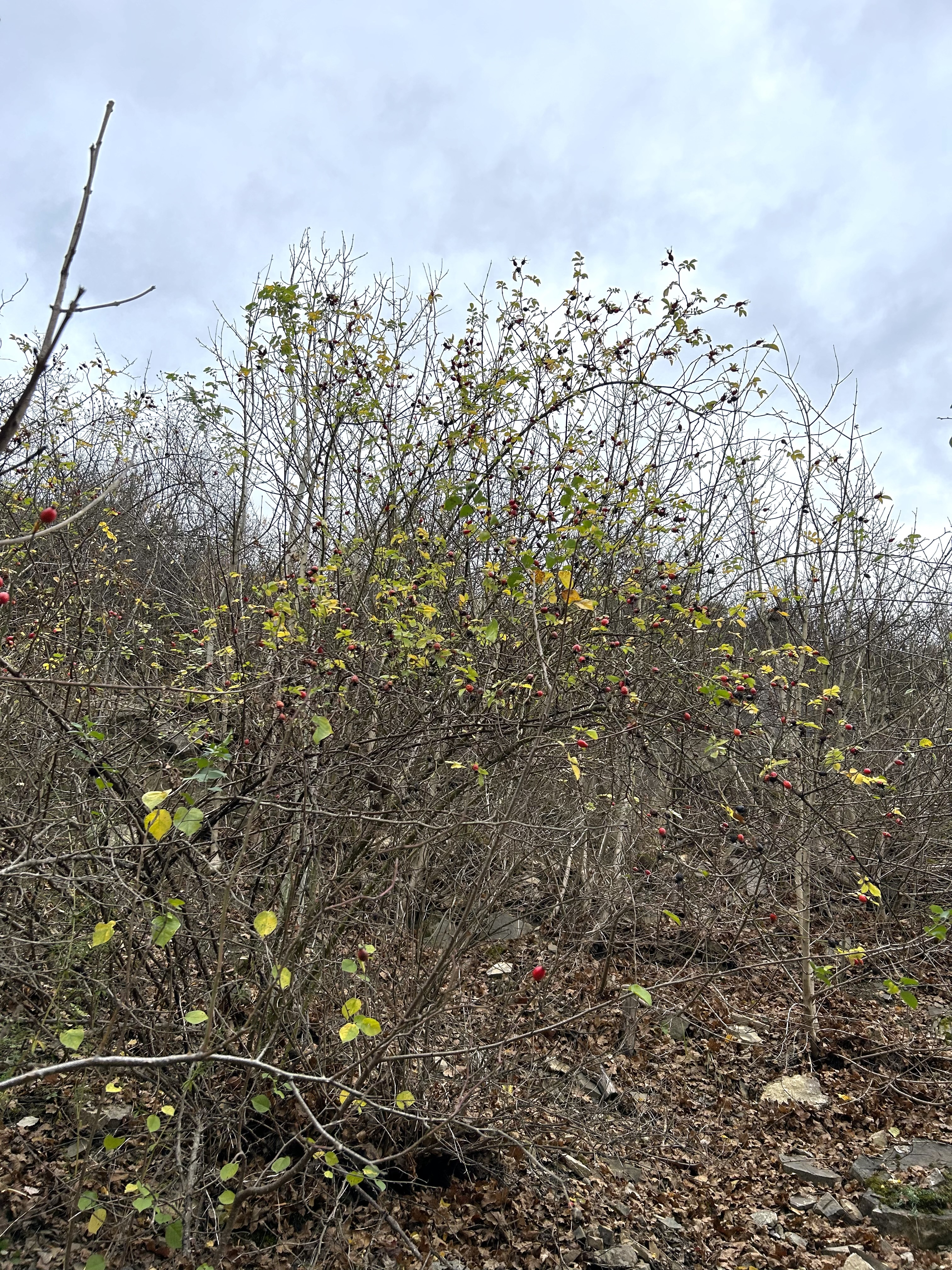
Zarůstání svahů šípkem

### Plán péče
Hlavním cílem ochrany je zachovat existenci geologických profilů s umožněním jejich dalšího studia. Dále zajistit existenci původních rostlinných a živočišných druhů a postupně zlepšovat stav skalních stepí a dalších teplomilných společenstev. Plán péče o lesy spočívá v zabránění šíření akátu a vysekání dřevin v oblasti skalních výchozů. Plochy skalních stepí nesmí být znovu zalesňovány. Je nutné průběžně sledovat stav zarůstání území.

## Turistika

### Dopravní dostupnost
Na lokalitu je možné se dopravit pražskou MHD, v blízkosti jsou autobusové zastávky Lomy či Cementárna Radotín. Území je volně přístupné pěší veřejnosti bez omezení. Autem je Lochkovský profil přístupný bez zákazu vjezdu, je možné zaparkovat přibližně 300 m od lokality.

### Možnosti výletů
V okolí je možné navštívit zajímavé lokality jako národní přírodní památka Černá rokle, přírodní památka Radotínské skály, Orthocerový lůmek či přírodní rezervace Slavičí údolí. V roce 2022 byla otevřena naučná stezka Radotín, která vede přes další chráněná území a významné geologické lokality mezi Radotínem, Kosoří a Lochkovem.

## Fotogalerie

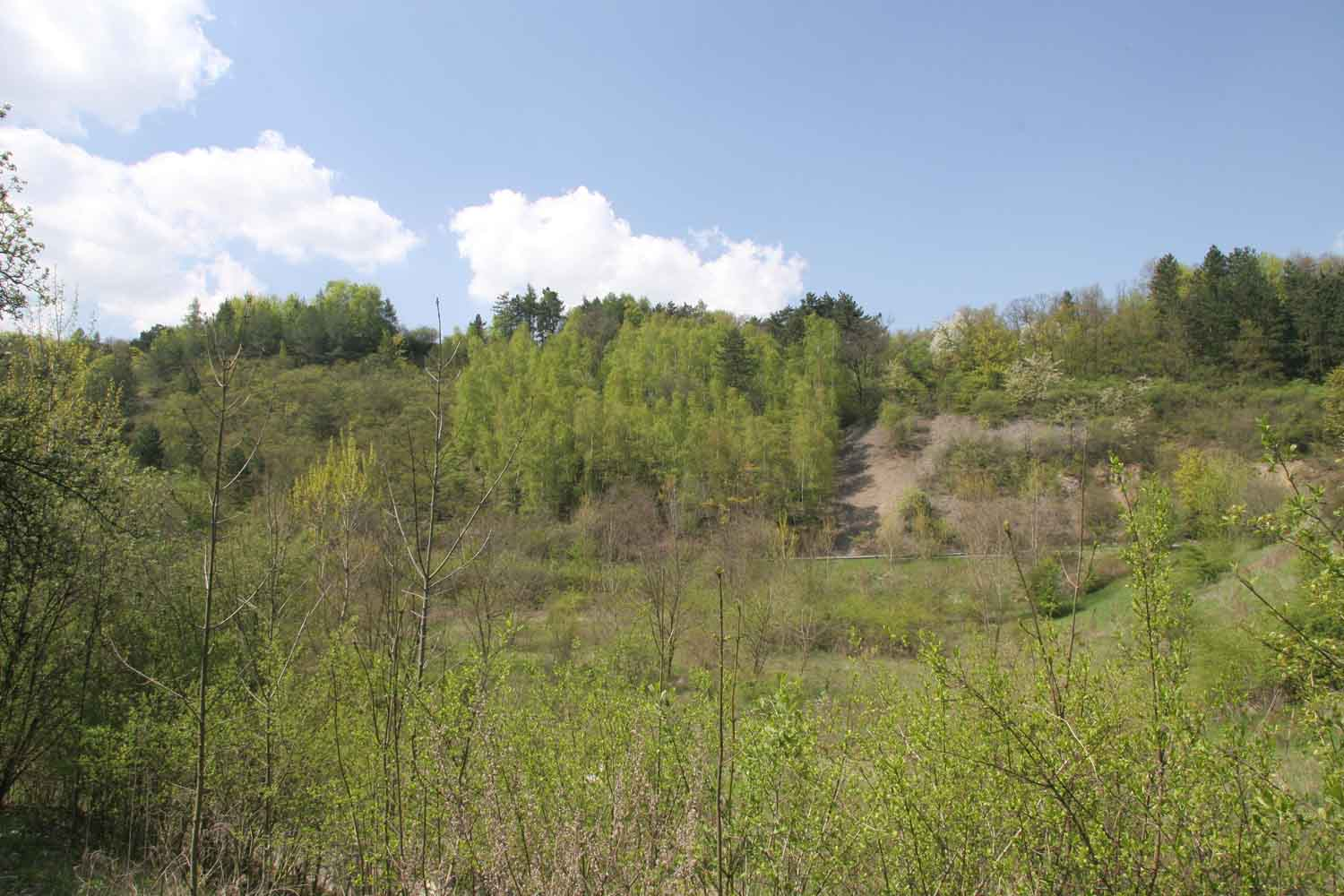
Zalesněná část chráněného území
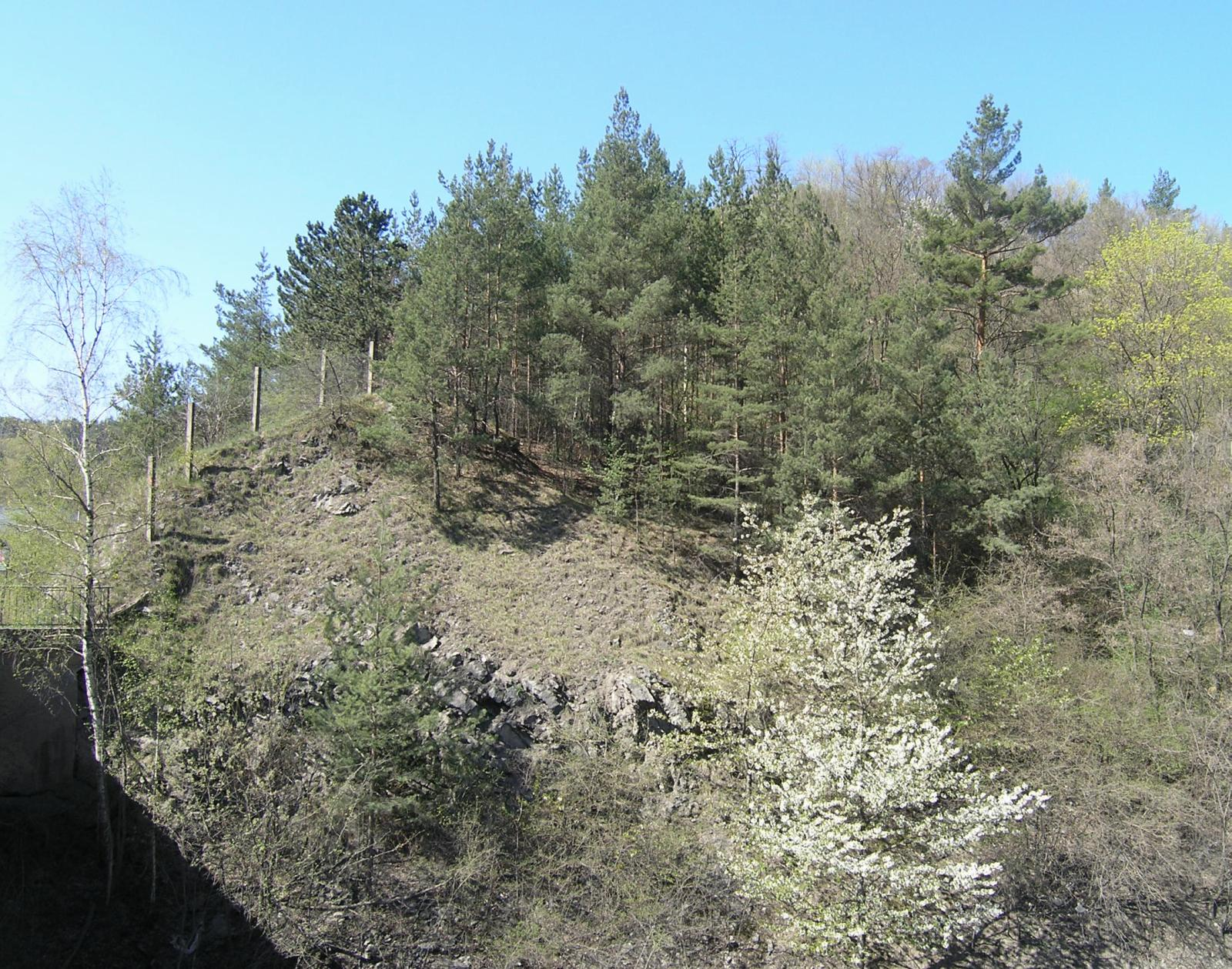
Lochkovský profil u radotínské cementárny
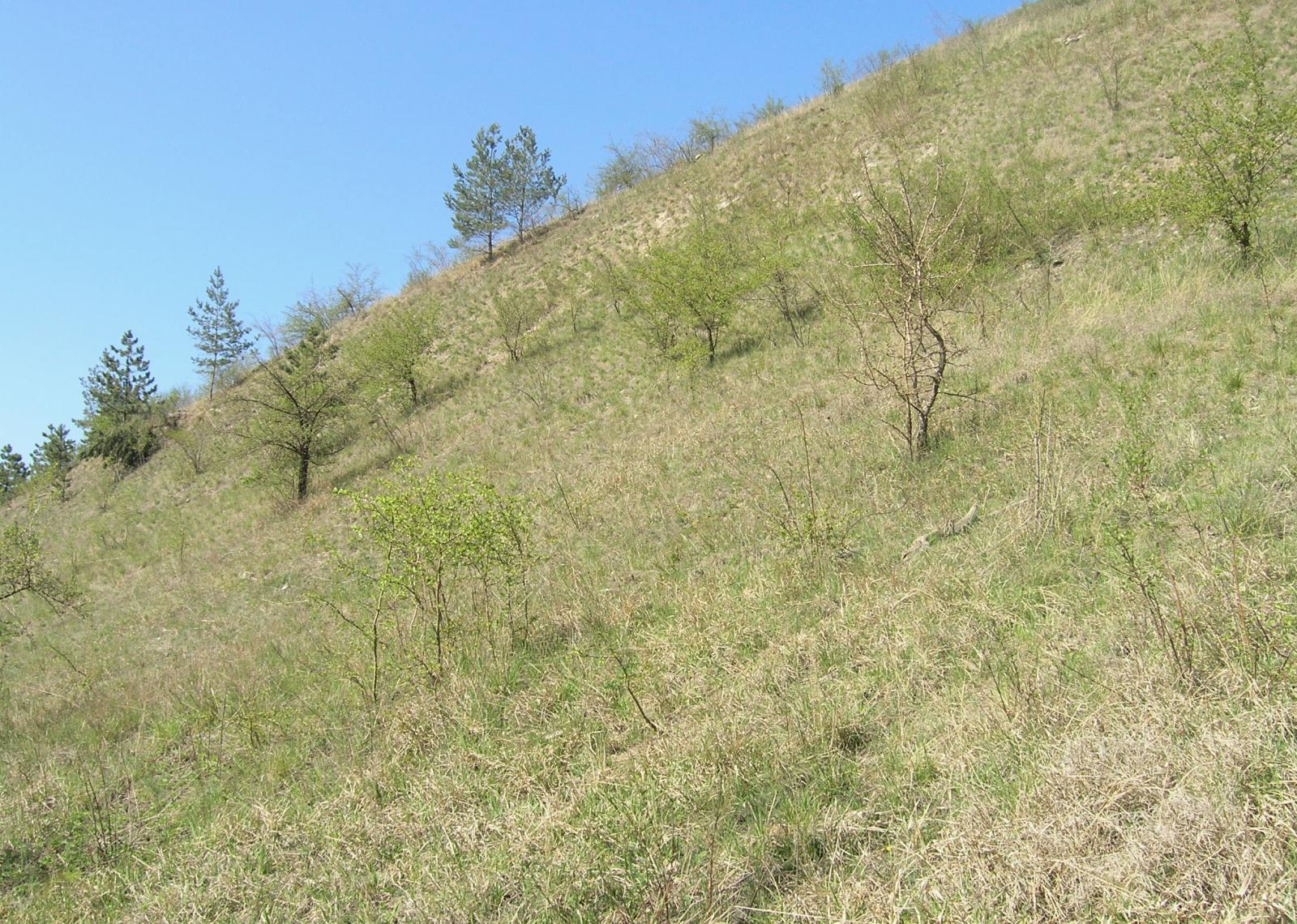
Severní svahy Radotínského potoka
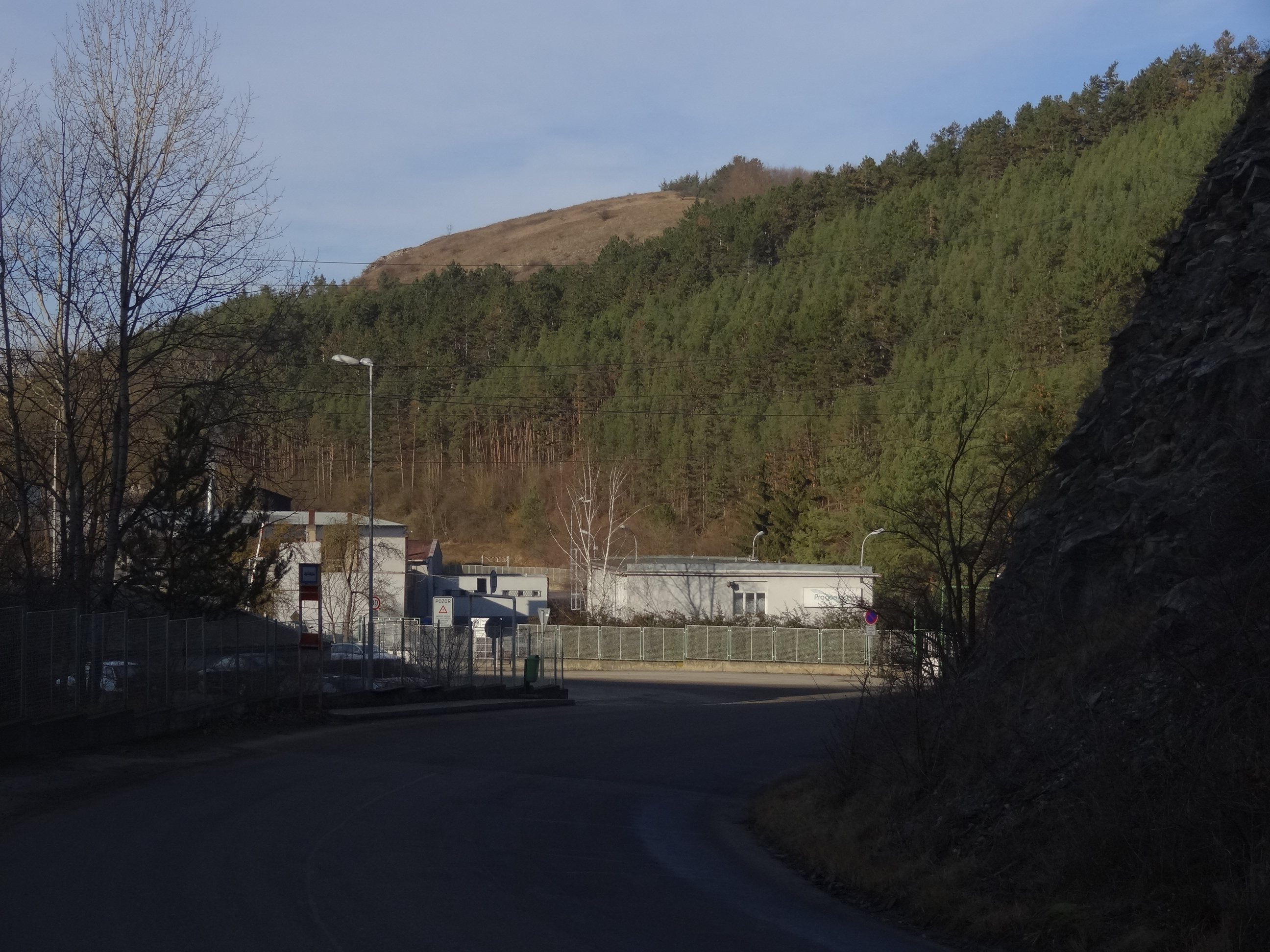
Stráň poblíž radotínské cementárny
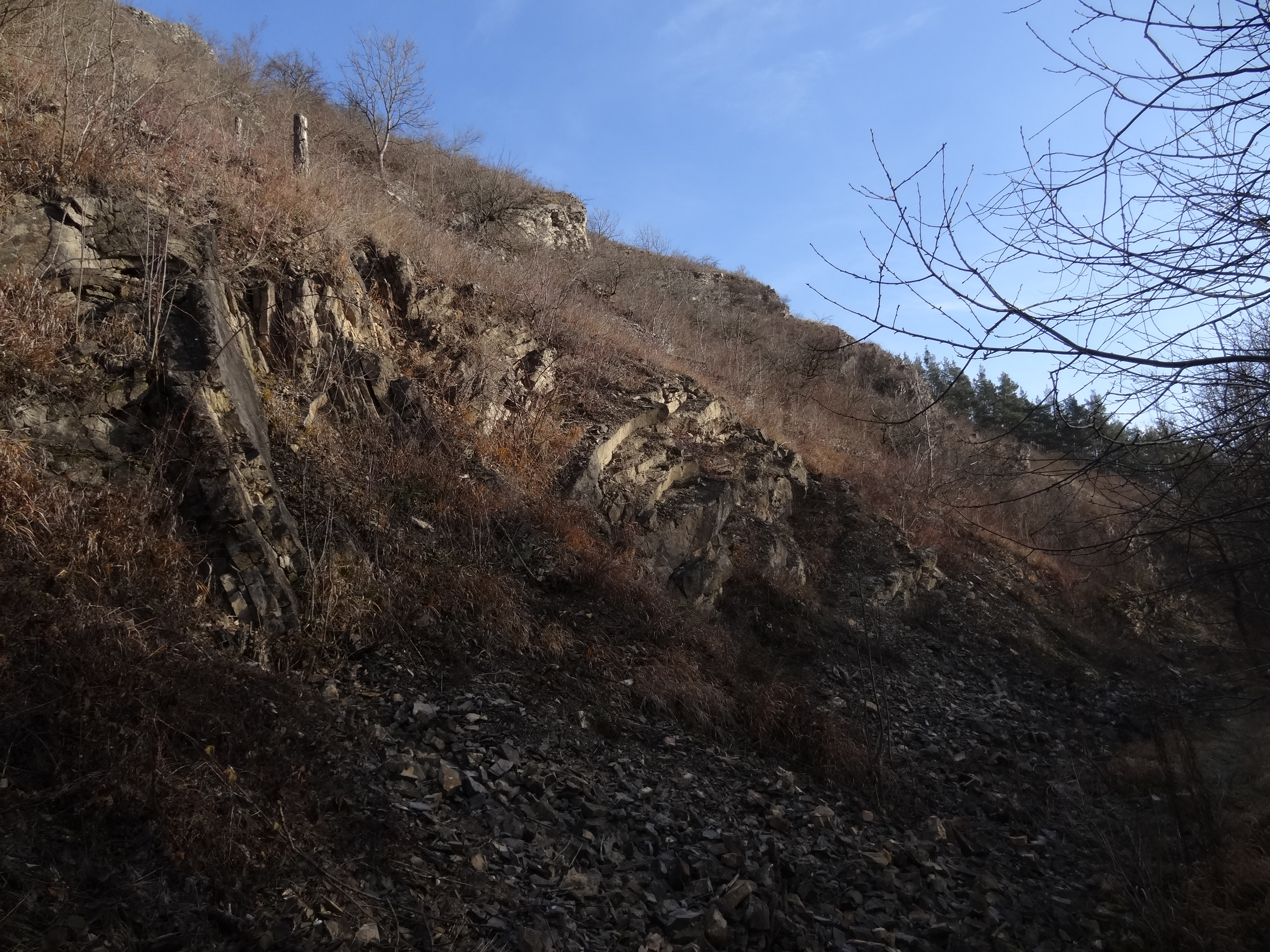
Celkový pohled na stráň východně od autobusové zastávky Lomy
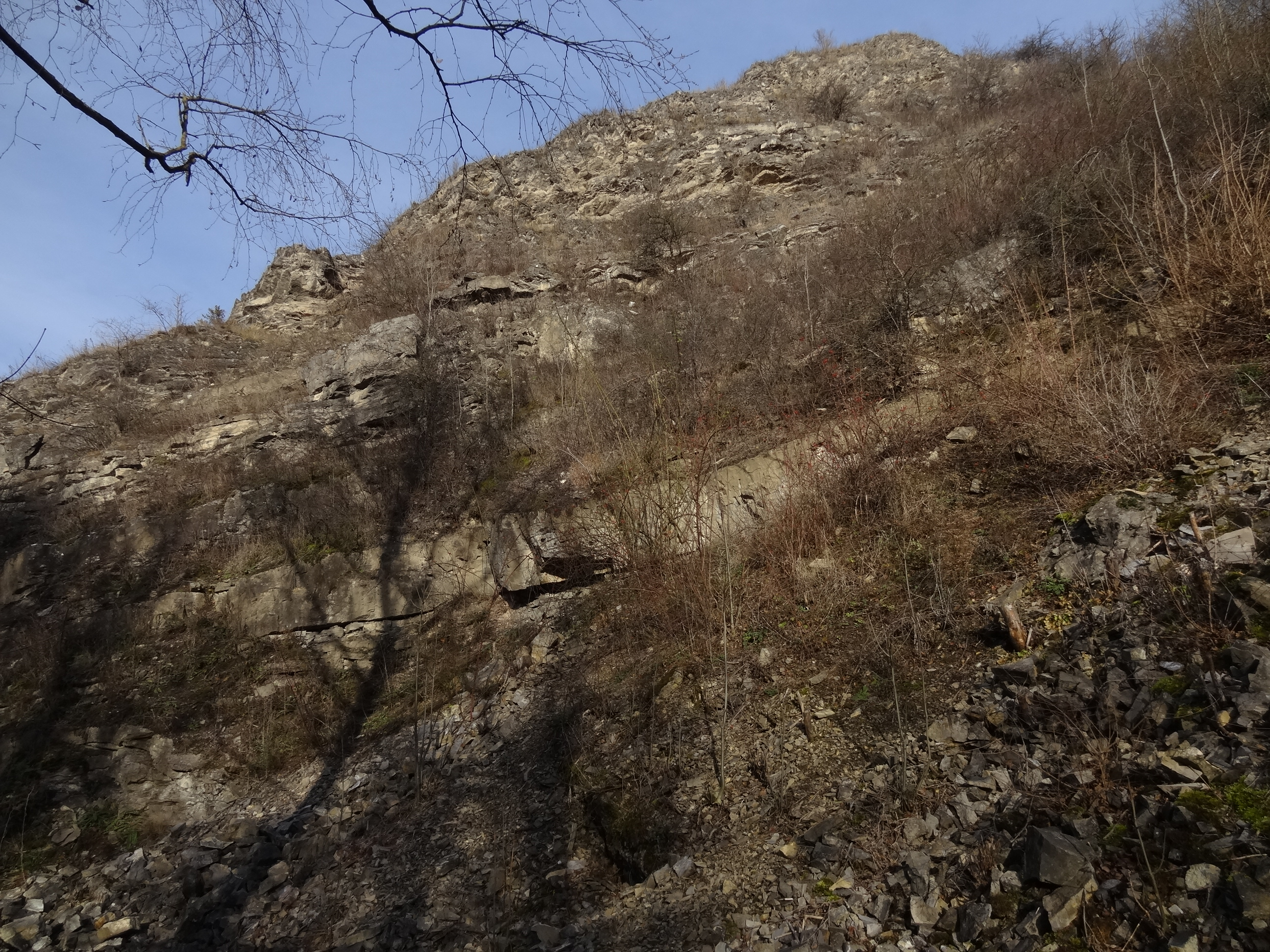
Skalní lesostep
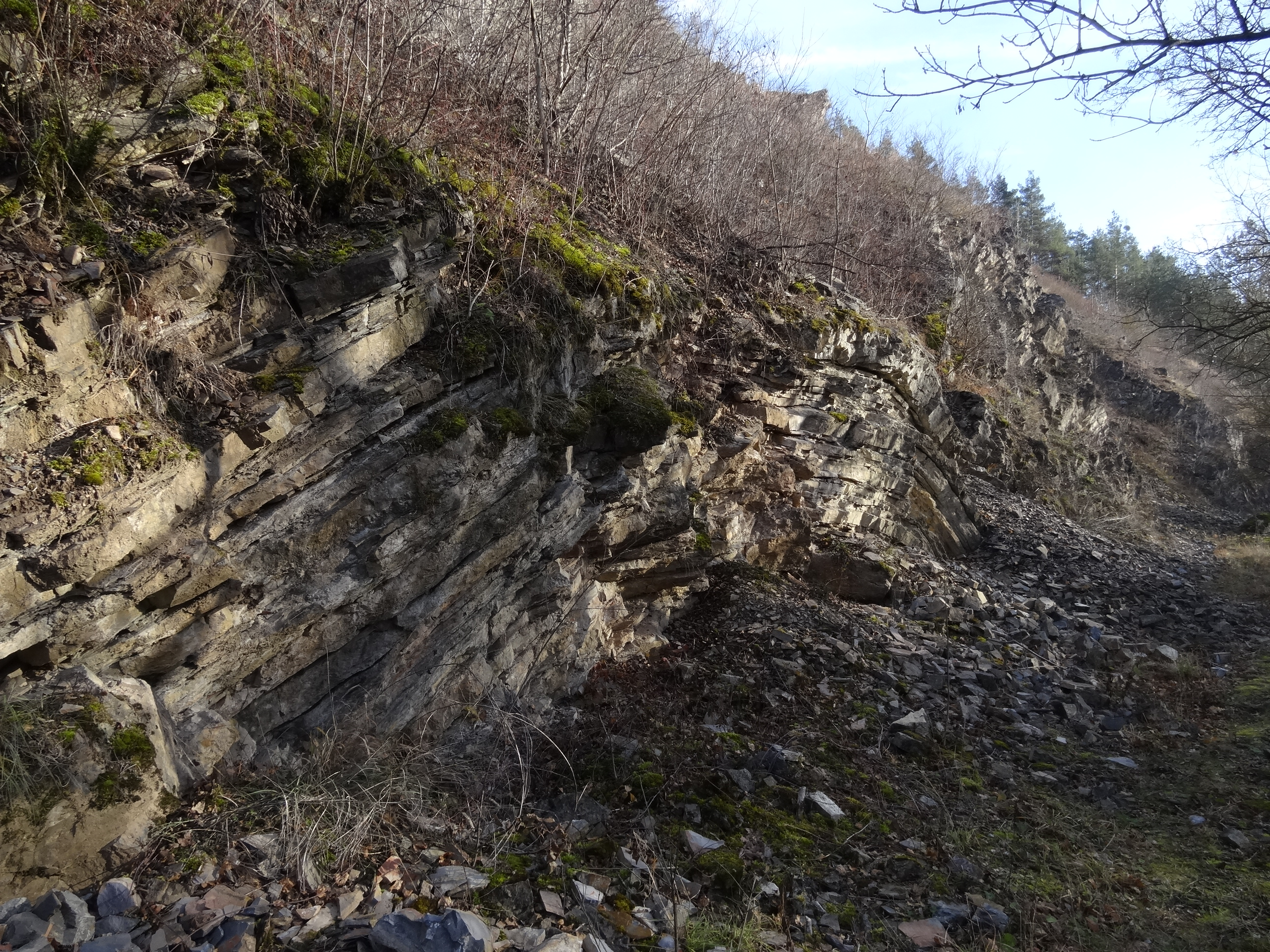
Odkryv
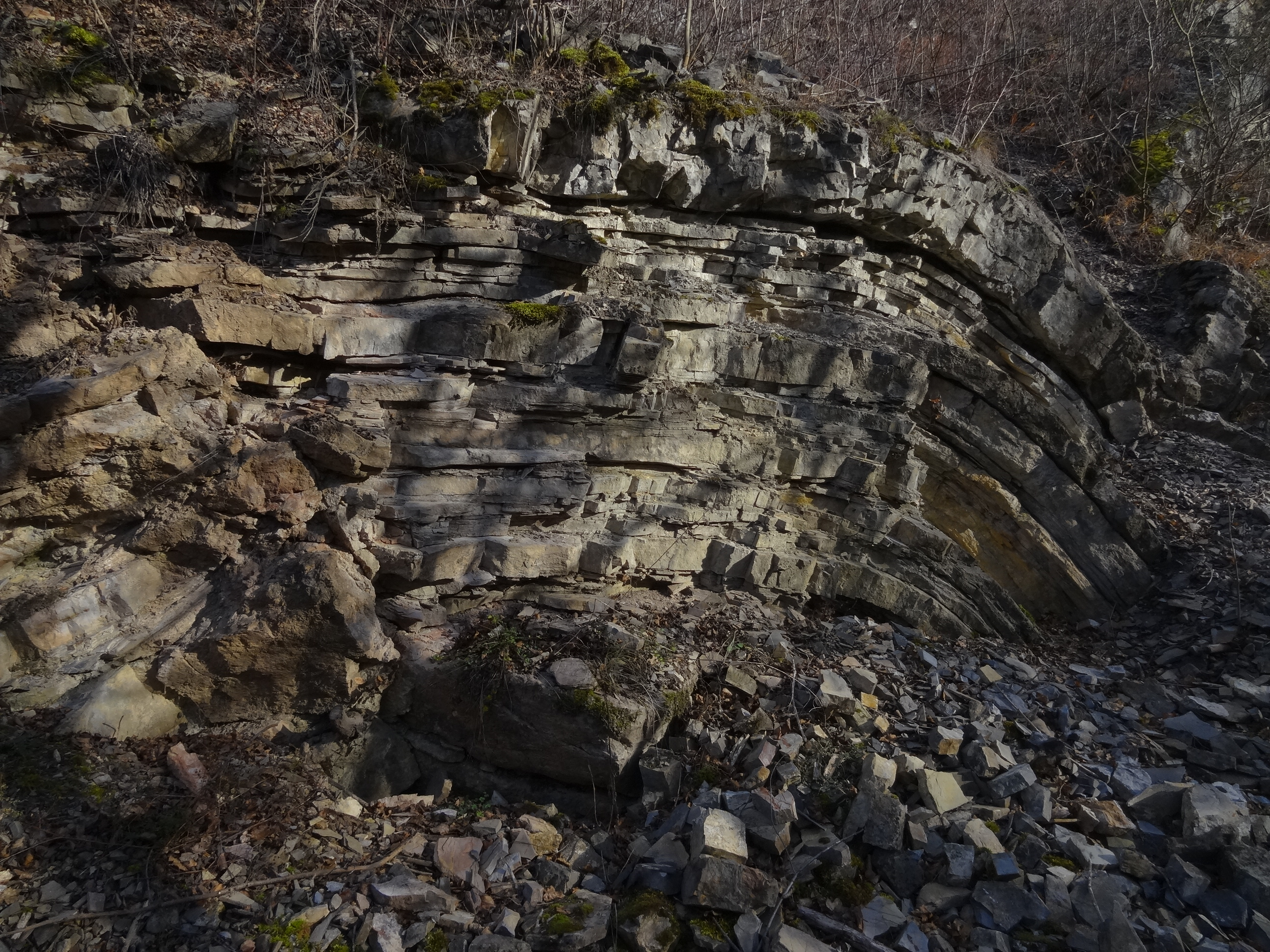
Detaily geologického profilu
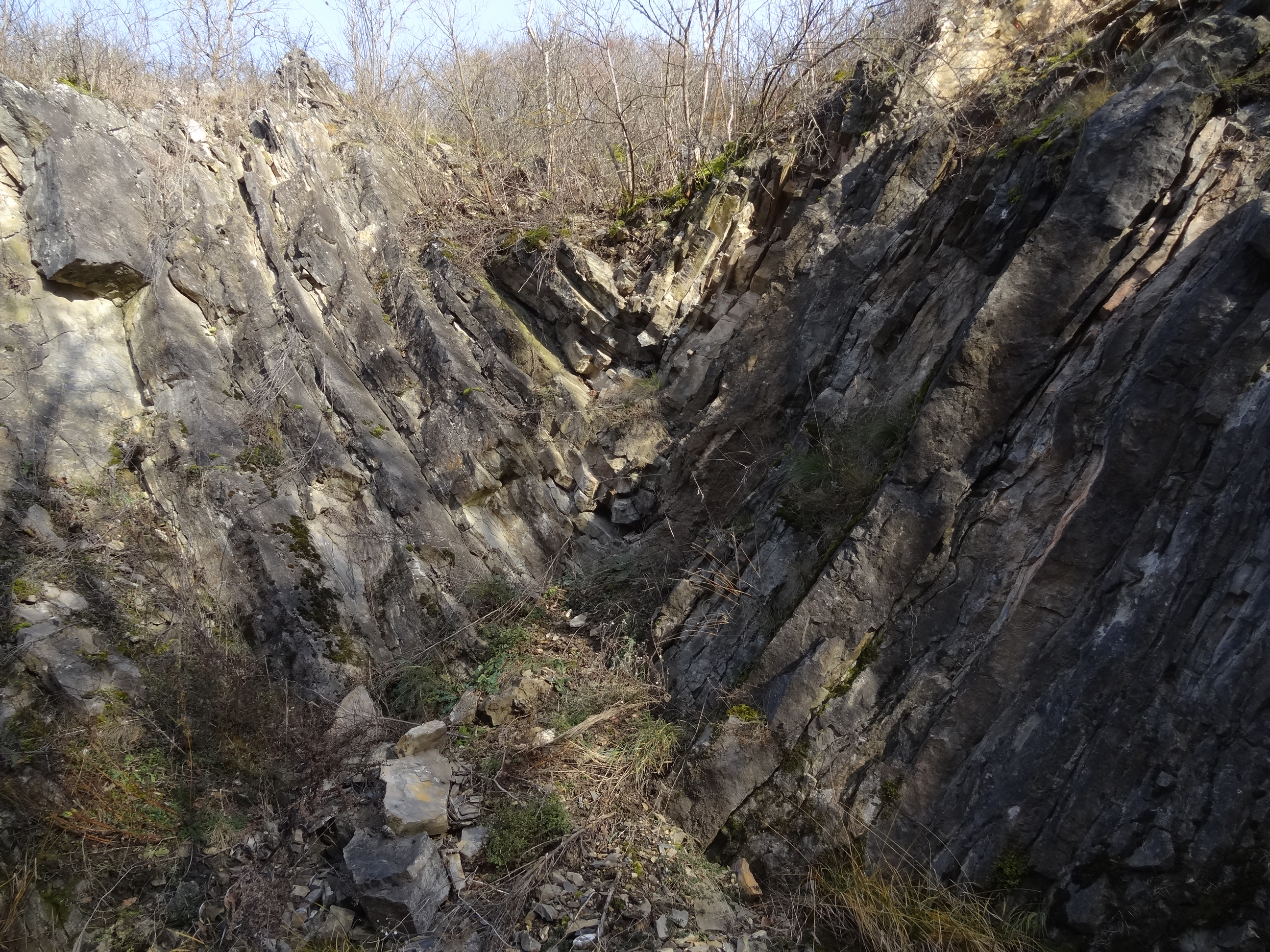
Detaily geologického profilu
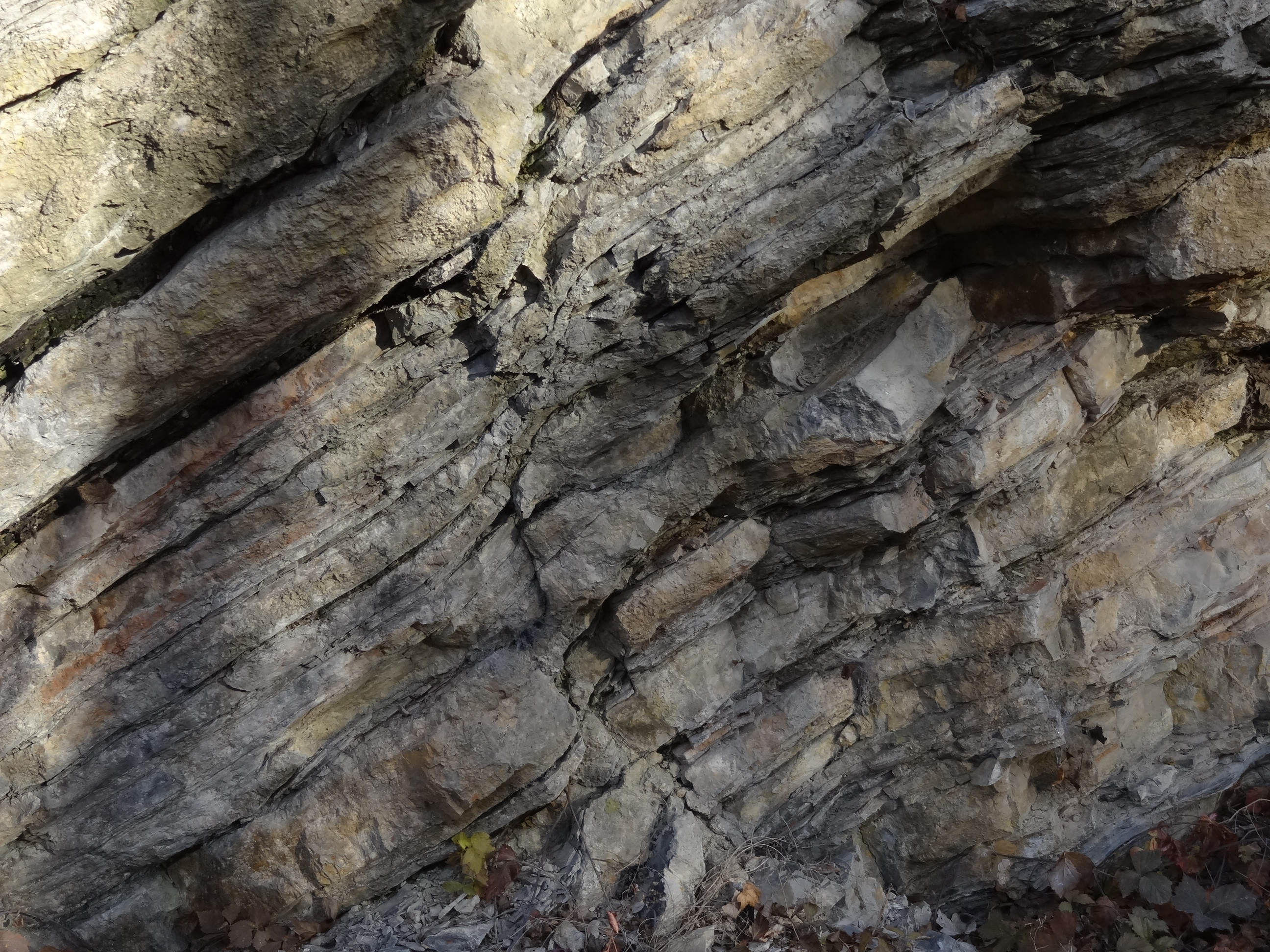
Detaily geologického profilu